# Iberska tema
Iberska tema (starogrško θέμα Ἰβηρίας, latinizirano: théma Ivirías) je bila administrativno in vojaško okrožje (tema) Bizantinskega cesarstva, ki so jo ustanovili bizantinski cesarji v 11. stoletju v več pokrajinah Gruzije. Nastala je kot posledica priključitve dela domen dinastije Bagrationi (1000–1021) s strani cesarja Bazilija II. Kasneje je bila razširjena na račun več armenskih kraljestev, ki so jih Bizantinci pridobili po delih v 11. stoletju. Prebivalstvo teme je bilo večetnično, verjetno z gruzinsko večino in  precejšnjo armensko skupnostjo kalcedonskega obreda. Tema je prenehala obstajati leta 1074 po invaziji Seldžukov. 

## Ustanovitev in širitev
Temo je ustanovil cesar Bazilij II. (976–1025) iz pokrajin, ki jih je podedoval gruzinski princ David III. Taoški. Ta območja s središčem v Tao-Klardžetiju, vključno s Teodozijopolom  (zdaj Erzurum, Turčija), Bazijano, Harkom, Apahunikom, Mardalijem (Mardagijem), Haldojarihom in Hormajarijem, so bila podeljena Davidu III. za njegovo ključno pomoč v boju Bazilija II. proti  uporniškemu poveljniku Bardu Skleru leta 979. Davidova zavrnitev pomoči Baziliju II. v uporu Barda Foke leta 987 je vzbudila nezaupanje Konstantinopla do kavkaških vladarjev. Po neuspehu upora je bil David III. prisiljen prepustiti legatu Bazilija II. velik del svoje obsežne domene.
Bazilij II. je po Davidovi smrti leta 1000 zbral njegovo dediščino  in  Bagrata III. prisilil priznati novo ureditev. Bagratov sin Jurij I., ki je podedoval pravico do Davidovega nasledstva, je medtem ko je bil Bazilij II. zaposlen s pohodi proti Bolgarom, dobil zagon za napad na Tao in Fazijano leta 1014. V bizantinsko-gruzinskih vojnah, ki so sledile, je bil Jurij poražen in se je moral leta 1022 odreči tudi deželam Koli, Artaan in Džavaheti v korist bizantinske krone. Pridobljene province je Bazilij II. organiziral v Ibersko temo s prestolnico v Teodozijopolu. Iberska tema se je upravljela skupaj s Kaldijo. Posledično se je politično središče gruzinske države preselilo proti severu in skupaj z njim tudi pomemben del gruzinskega plemstva. Bizantinsko cesarstvo je s temi pridobitvami dobilo ključno oporišče za nadaljnjo širitev na ozemlja Armenije in Gruzije. 

## Vladanje
Natančna kronologija Iberske teme in njenih guvernerjev ni povsem jasna. Na žalost je mogoče datirati le nekaj redkih grških pečatov iz Iberske teme ali iz dvoumne Notranje Iberije. Čeprav mnogo poznavalcev trdi, da je tema nastala verjetno takoj po priključitvi kneževine Davida Taoškega k Bizantinskemu cesarstvu, je težko ugotoviti, ali se je bizantinska oblast  trajno razširila na Tao že leta 1000 ali šele po porazu Gruzije leta 1022. Prav tako ni mogoče identificirati nobenega poveljnika Iberske teme pred imenovanjem evnuha Nikite Pizidskega za duxa ali katepana Iberije leta 1025 ali 1026. Nekateri poznavalci so prepričani, da je bil prvi dux Iberije Roman Dalasen ali njegov brat Teofilakt, imenovan med letoma 1022 in 1027 po Bazilijevih pohodih v Gruzijo. Po letu 1045 je Iberija vključevala tudi nekdanje kraljestvo Ani. Od leta 1071 je bil guverner Iberske teme Gregor Pakurijan. 
Iberskemu guvernerju so pomagali davčni uradniki, sodniki in soupravitelji, ki so sodelovali pri izvajanju vojaških in civilnih obveznosti. Med temi uradniki so bili domestiki vzhoda, upravitelji okrožij teme in občasni izredni legati, ki jih je tja poslal cesar. Poleg redne bizantinske garnizije je ozemlje varovala avtohtona vojska kmečkih vojakov in v zameno prejela neobdavčena  državna zemljišča. Sistem se je spremenil, ko je Konstantin IX. Monomah (vl. 1042–1055) razformiral iberski del vojske, ki je štel morda 5000 mož, in vojake spremenil v davkoplačevalce. Popis stanja in uvedbo davkov je izpeljal Konstantinov predstavnik Nikolaj Serblias.

## Konec teme
Konstantinove reforme so povzročile veliko nezadovoljstvo v temi in jo izpostavile sovražnemu napadu, ki ga je olajšal umik rednih vojaških enot iz regije, najprej za zadušitev makedonskega upora Leva Tornicija, nekdanjega katepana Iberije, in kasneje za ustavitev napredovanja Pečenegov. 
Leta 1048–1049 so Turki Seldžuki pod vodstvom Ibrahima Inala prvič vdrli Iberijo in se 10. septembra 1048 v bitki pri Kapetruju spopadli z združeno bizantinsko-armensko in gruzinsko vojsko, ki je štela 50.000 mož. Med pohodom Seldžukov naj bi bilo pobitih na desettisoče kristjanov, več pokrajin pa je bilo do tal požganih. Leta 1051/1052 je Evstahij Boilas, bizantinski magnat, ki se je preselil iz Kapadokije v Ibersko temo, ugotovil, da je dežela "smrdljiva in neobvladljiva ... naseljena s kačami, škorpijoni in divjimi zvermi".
Okoli leta 1053 je Konstantin IX. razpustil tisto, kar je zgodovinar Ivan Skilica imenoval "iberska vojska". Njenih 50.000 mož je spremenil v bataljone stražarjev. Razgledana sodobnika, nekdanja uradnika Mihael Ataljat in Kekaumen, se strinjata s Skilico, da je  Konstantin IX. z demobilizacijo teh vojakov naredil katastrofalno škodo vzhodni obrambi cesarstva. Kekaumen pravi, da je Konstantinova demobilizacija zajemala Iberijo in Mezopotamijo,  Atalajt pa, da je zajemala Iberijo. Demobilizacija je očitno zajela vse "iberske vojske" severno od Antiohije in Edese in vse teme vzhodno od starih anatolskih tem. Druge teme so bile verjetno preimenovane v Ibersko temo, ker se je leta 1000 splošno poveljstvo nad njimi preneslo z duxa Mezopotamije na duxa Iberije. 
Po bitki pri Manzikertu leta 1071 so jugovzhodne dele teme okupirali Seldžuki. Iberska tema je kljub temu morda obstajala do leta 1074, ko je bizantinski guverner Gregor Pakurijan uradno odstopil del teme, vključno s Taom in Karsom, gruzinskemu kralju Juriju II. Vse to ni pomagalo zaustaviti turškega napredovanja in območje je postalo bojišče gruzinsko-seldžuških vojn.